# 番勝負
番勝負（ばんしょうぶ）は、主として、囲碁の棋戦や将棋の棋戦などにおいて、同じ2名の対局者が複数回の対局を行い、勝数が多い方を優勝者等とする仕組みを指す言葉である。「番」は対局の局数（回数）を意味する助数詞であり、本来は「七番勝負」のように漢数字を冠して表記するが、様々な番数の勝負の総称として「番勝負」と言う。囲碁では｢番碁｣（ばんご）という言葉を使うことも多い。

## 形態
番勝負には、次のようにいくつかの形態がある。
- 1人と1人が複数回戦うもの（= 典型的な番勝負）

予選を勝ち抜いた挑戦者がタイトル保持者・前回優勝者に挑戦するとき（囲碁界では「挑戦手合い」と呼ぶ）のほか、一部のトーナメント戦の決勝戦、タイトル戦の予選の最後となる挑戦者決定戦等がこの形態に属する。
スポーツなどにおける、同一相手との複数回の対戦で勝敗を決める際の「○番勝負」の表現もこの形態に属する。
- 1人が1回ごとに相手を変えつつ複数人と戦うもの

後述の瀬川晶司のプロ編入試験やプロレスの場合はこの形態である。
他に有名なものとして、山口瞳の「血涙十番勝負」や映画の「新吾十番勝負」が挙げられる。
- 複数人同士が戦うもの

囲碁や将棋の月刊雑誌の企画としてよく行われるのがこの形態である。
複数人がチームを組んで戦う点は団体戦と同じだが、通常の団体戦と異なるのは、選手が一堂に会して一斉に対局を行うのではなく、1人ずつ順番に対局するという点である。
- 1人と1人が1回だけ戦うもの（一番勝負）

予選を勝ち抜いた挑戦者がタイトル保持者・前回優勝者と1回だけ対戦する形態であり、通常は番勝負の範疇には入らない。ただし、タイトルマッチであることをわかりやすく表現するため、「一番勝負」の表記が用いられることがある。
囲碁の王冠戦（後述）が、その例である。

## 囲碁・将棋

### 現代の番勝負
現在の番勝負では決着をつける必要があるため、奇数番の勝負が普通である。
三番勝負であれば先に2勝した方が、五番勝負であれば先に3勝した方が、七番勝負であれば先に4勝した方が勝ちとなる。 現代では勝敗が決した段階で残りの対局はキャンセルされるのが一般的だが、過去には将棋の王将戦における「指し込み制」のように、必ず決まった対局数まで対局を行う例もあった。なおキャンセルされた対局について、会場となる施設へのキャンセル料等の支払いは原則として行わないが、代わりに翌年の同棋戦で前半の対局を割り振るなどの配慮は行われるという。また前夜祭等のイベントについては、内容を「（タイトル保持者）を囲む会」などに変更して行われることもある。
囲碁の七大タイトル戦、将棋の全8タイトル戦は、すべて、タイトル保持者と挑戦者1名との番勝負で優勝者を決める。

#### 囲碁の番勝負
- 七大タイトル戦
  - 七番勝負：棋聖戦、名人戦
  - 五番勝負：王座戦、天元戦、本因坊戦（78期までは七番勝負）、碁聖戦、十段戦
- 女流の挑戦手合
  - 五番勝負：女流本因坊戦
  - 三番勝負：女流名人戦、女流棋聖戦、女流立葵杯
- 地方のタイトル戦での挑戦手合い
  - 一番勝負：王冠戦
  - 三番勝負：関西棋院第一位決定戦
- その他
  - 変則三番勝負：棋聖戦挑戦者決定戦（Sリーグ優勝者は1勝アドバンテージ）
  - 三番勝負：新人王戦決勝、新竜星戦決勝、朝日アマ名人戦挑戦手合、国際棋戦決勝のほとんど（決勝五番勝負の応氏杯など例外あり）

なお、黒番（先番）と白番の回数が不平等にならないように、第1局開始時にニギリで第1局の先後を決めた後は、1局ごとに先後を入れ替えて対局する。勝負が最終局までもつれ込んだ場合は、再度、ニギリが行われる。
また、昔の番勝負（囲碁の手合割を参照）とは異なり、現代の番勝負ではコミが採用されている。

#### 将棋の番勝負
- タイトル戦
  - 七番勝負：竜王戦、名人戦、王位戦、王将戦
  - 五番勝負：叡王戦（第1・2期は三番勝負、第3期 - 第5期は七番勝負）、王座戦（タイトル戦へ格上げ前は三番勝負）、棋王戦、棋聖戦
- 女流タイトル戦
  - 七番勝負：白玲戦
  - 五番勝負：清麗戦、マイナビ女子オープン、女流王座戦、女流名人戦（第7期までは三番勝負）、女流王位戦
  - 三番勝負：女流王将戦（第17期～第30期は五番勝負）、大山名人杯倉敷藤花戦
- その他公式戦
  - 竜王戦挑戦者決定戦三番勝負
  - 叡王戦挑戦者決定戦三番勝負（第4期から第5期）
  - 棋王戦挑戦者決定戦二番勝負（無敗で勝ち上がった者は1勝、敗者復活で勝ち上がった者は2連勝が必要）（第17期までは一番勝負）
  - 新人王戦決勝三番勝負
  - 加古川青流戦決勝三番勝負
- 非公式戦
  - ABEMAトーナメント：大半の対局（第1・2回は全対局、第3回は予選のみ）が三番勝負にて行われる。
  - 新銀河戦決勝三番勝負
- 終了棋戦
  - 七番勝負：十段戦（竜王戦の前身のタイトル戦）、九段戦（十段戦の前身のタイトル戦）（第6期までは五番勝負）
  - 五番勝負：朝日オープン将棋選手権（準タイトル戦）、全日本プロトーナメント決勝（第8回までは三番勝負）
  - 三番勝負：早指し王位決定戦決勝、最強者決定戦決勝、名将戦決勝、鹿島杯女流将棋トーナメント決勝（第8回からは一番勝負）
- 将棋大会（アマチュア）
  - 朝日アマ名人戦三番勝負（アマチュア主要個人戦6棋戦の中で唯一、前年度優勝者と挑戦者とのタイトルマッチが行われる。）

なお、先手番と後手番の回数が不平等にならないように、第1局開始時に振り駒で第1局の先後を決めた後は、1局ごとに先後を入れ替えて対局する。勝負が最終局までもつれ込んだ場合は、再度、振り駒が行われる。棋王戦挑戦者決定戦二番勝負については2局とも振り駒が行われる。

##### 将棋の番勝負の例外
- プロ編入試験
  - 瀬川晶司のプロ編入試験（六番勝負） - 制度化される前の特例によるプロ編入試験。瀬川がプロ棋士など6人と対局し、瀬川の3勝でプロ編入を認めるものとなった。毎局振り駒が行われた。
  - 制度化以降のプロ編入試験（五番勝負） - プロ編入希望者が新人プロ棋士5人と対局する。第1局と最終局に振り駒が行われる。
- 電王戦
  - 第1期以降、コンピュータ将棋ソフトとプロ棋士の二番勝負。
- その他の非公式戦
  - 史上最年少14歳でプロ入りした藤井聡太が、プロ入り初年度にAbemaTVの企画番組「炎の七番勝負」で先輩棋士7人と対局した。
- 俗な用法

同じ対局者同士が同時期に複数の番勝負を戦う場合、俗に、すべての番勝負の数字を加えた数を用いて「○○番勝負」と表現することがある。
- 2005年度の将棋のタイトル戦では、連続する3つのタイトル戦、棋聖戦五番勝負、王位戦七番勝負、王座戦五番勝負に羽生善治と佐藤康光が登場し、「十七番勝負」と呼ばれた。
- 2021年度は、将棋の王位戦・叡王戦・竜王戦の3棋戦で豊島将之と藤井聡太が登場したため「十九番勝負」と称された。

また、タイトル戦で持将棋が成立した場合は1局として数えるため、七番勝負が第8局に突入する例がある。特に2020年の第5期叡王戦では、七番勝負で1度の千日手と2度の持将棋があり、最終的に第9局（千日手局含めて実質「10局」）までもつれ込む展開となった。
千日手も「指し直し」扱いではあるものの日を改めて行われる例があり、第40期の名人戦はフルセットに持将棋1回、千日手指し直しが2回あり、俗に「十番勝負」と呼ばれた。

### 江戸 - 大正時代
江戸時代から明治･大正にかけては棋士の数が少なく、そのため強さの序列をつけるのに同じ相手と何局も戦い、その結果によって決めていた。特に必要がある場合に期間を決めてまとめて打つこと、指すことがあった。
有名なものとして、次のようなものが挙げられる。
- 囲碁
本因坊道悦 - 安井算知算知の碁所襲位に異を唱えたもの。道悦定先の手合割で60番の予定であったが、16番目終了時に道悦が6番勝ち越して手合割が先先先に直ったため20番で終了し、算知は碁所を引退。
井上道節因碩 - 本因坊道知道知が独り立ちできるかの試験碁で、10番を2度打っている。[注 2]ただし、目的を達したのか2度目は7番で終了している[注 3]。
本因坊察元 - 井上春碩因碩名人碁所決定戦。互先20番の予定だったが初番を持碁[注 4]のあと察元が5連勝して圧倒したためその後自然消滅。
本因坊秀策 - 太田雄蔵手合割は互先、17番目で秀策が4番勝ち越しとなり雄蔵の先先先に直る。30番の予定であったが23番で終了。
呉清源の十番碁相手を変えて何度も行われたため、第一の形態と第二の形態の混合になっているほか、ずばり第二の形態のものも行われている。
- 将棋
大橋宗銀－伊藤印達

まだ若い跡目二人に対し、将来の名人将棋所を実力で決めさせようという意図があったという見方が有力だが、家元同士の代理戦争だったのではという俗説もある将棋界唯一の争い将棋。途中から4連勝手直りという条件が加わり、結果印達が宗銀を角落ちにまで指し込む。対局者双方が体を壊したため57番(56番とも言われる)で打ち切られ、その後対局者双方とも2年を経ずして亡くなるという壮絶な結末を迎えた。予定番数は不明だが一説には100番であったといわれている。
昔は上のように偶数番の番勝負が普通であった。というのも、二局一組の手合割というのがあったため不公平のないように、また実力伯仲、あるいは実力差が手合割に見合うものならばあえて勝負をつける必要がないという考えがあったためである。

## チェス
チェスでも大きな大会の決勝などでは、同じ相手と複数回対局するシステムが取られ、これをマッチ（match）と言う。局数を明示する場合は、たとえば4番勝負なら best of four match と呼ぶ。
囲碁や将棋とは違い対局数は偶数で、白と黒を同じ回数ずつ持つ。通常は引き分けを0.5勝と数え、過半数の勝数をあげれば勝ちとなるが、引き分けを数えず、決まった局数を勝ったほうが勝ちとなる場合もある。対局数を偶数とするのは、先後の回数による有利不利をなくすためと、引き分けが多いために囲碁・将棋のように奇数局としても番勝負全体での引き分けをなくすことができないためである。

## スポーツ
その他、北米4大プロスポーツリーグのうちMLB（ワールドシリーズ）・NBA（NBAファイナル）・NHL（スタンレー・カップ・ファイナル）や、大学野球（メンズ・カレッジ・ワールドシリーズ）大学ソフトボール（ウィメンズ・カレッジ・ワールドシリーズ）、日本プロ野球（クライマックスシリーズ・日本シリーズ）など、各国のスポーツのポストシーズンではこの方式を採用しているものが多い（多くは5戦3勝制、あるいは7戦4勝制）。
ヨットのマッチレースでもこの方式が採用される例があり、代表的なものにアメリカスカップがある。
プロレスでは、「未来のエースと目された若手レスラーの試練」などの理由で、「○○十番勝負」という企画が行われることがある。大物レスラー十人が対戦相手を務める。ジャンボ鶴田の「ジャンボ鶴田試練の十番勝負」、藤波辰巳の「飛龍十番勝負」などが有名。七番勝負の場合もある。